# Cladura hakonensis
Cladura hakonensis är en tvåvingeart. Cladura hakonensis ingår i släktet Cladura och familjen småharkrankar.

## Underarter
Arten delas in i följande underarter:
- C. h. hakonensis
- C. h. porrecta